# Bengt Brülde
Bengt Brülde, född 1959 i Brämaregårdens församling, är en svensk professor och filosof, verksam vid Göteborgs universitet där han disputerade 1998. Brülde invaldes 2010 som ledamot av Kungliga Vetenskaps- och Vitterhetssamhället i Göteborg. Han deltog våren 2011 som expert i Hanna Hellquists dokumentärserie i SVT, Jakten på lyckan.
Brülde var mellan 2003 och 2013 "moralexpert" i programinslaget Moraltestet i P3:s radioprogram Christer.